# Vanja Zvekanov
Vanja Zvekanov, (Szabadka, 2000. május 25. –) szerb utánpótlás válogatott labdarúgó, aki jelenleg a Mezőkövesd Zsóry középpályása.

## Pályafutása

### Klubcsapatokban
Zvekanov szülővárosának csapatának utánpótlás csapatában, a Spartak Suboticában kezdett el futballozni. A 2018–2019-es szezonban az olasz élvonalbeli Genoa utánpótlás-csapatában futballozott. A szerb élvonalban 2019. október 26-án góllal mutatkozott be egy Vojvodina elleni mérkőzésen a Javor Ivanjica csapatában, amelyben 2019 és 2022 között hatvanhat bajnoki mérkőzésen lépett pályára és öt gólt szerzett. 2022 júliusa óta a magyar másodosztályú Szombathelyi Haladás játékosa.

### A válogatottban
Többszörös szerb utánpótlás válogatott, tagja volt a 2017-es U17-es labdarúgó-Európa-bajnokságon szerepelt válogatottnak.